# Rod Fontana

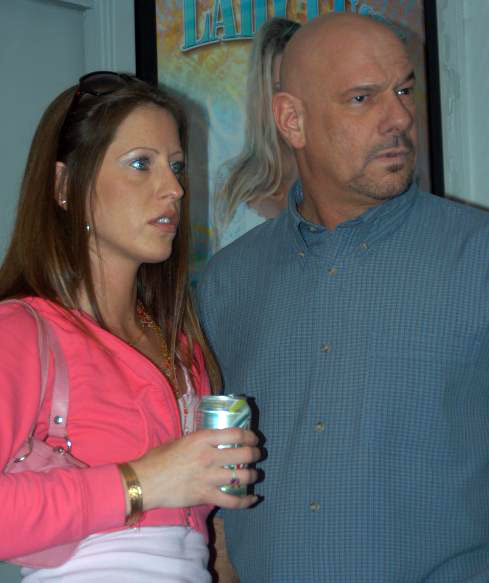
Liza Harper und Rod Fontana, 2007

Rod Fontana (* 18. September 1952 als Ronald Boyer) ist ein US-amerikanischer Pornodarsteller und Regisseur. Er ist auch unter den Namen Rod Fontanna oder Scuddle Fontana bekannt.

## Leben
Fontana wuchs in South Carolina auf. Später studierte er an der Southern Wesleyan University, brach sein Studium jedoch ab, um in der US Army zu dienen, der er von 1970 bis 1973 angehörte. In dieser Zeit war er 1971 für sechs Monate in Vietnam und wurde dreimal verwundet. Als er 1975 bei der New Yorker Polizei anfangen wollte, geriet die Stadt in finanzielle Schwierigkeiten und die vorgesehene Stelle fiel Sparmaßnahmen zum Opfer. Fontana war nun arbeitslos. In dieser Situation empfahl ihm ein befreundeter Pornodarsteller, selbst in der Pornoindustrie zu arbeiten. Fontana drehte im August 1976 seinen ersten Pornofilm. Nach mehreren Jahren in der Pornoindustrie trat er 1979 erneut in die US Army ein und diente dort bis 1990. Danach kehrte Fontana wieder in die Pornobranche zurück und ging nach Kalifornien, wo er zuerst in San Francisco und später in Los Angeles tätig wurde. Ab 1995 arbeitete er auch als Regisseur. 2005 wurde er in die AVN Hall of Fame aufgenommen.
Er ist mit der ehemaligen Pornodarstellerin Liza Harper verheiratet und hat mit ihr eine 2002 geborene Tochter.

## Auszeichnungen
- 2005: AVN Award für Best Supporting Actor – Film in The 8th Sin
- 2005: AVN Award für Best Oral Sex Scene – Video (zusammen mit Ava Devine, Francesca Lé, Guy DiSilva, Steven French, Scott Lyons, Mario Rossi und Arnold Schwartzenpecker)
- 2005: Aufnahme in die AVN Hall of Fame

## Filme (Auswahl)
- 1995: Every Granny Has A Fantasy
- 1996: Country And Western Cuties: Naked Line Dancing
- 1999: Anal Biker Sluts
- 2000: Babewatch 11
- 2003: Screw My Wife Please 34 (and Make Her Wacky)
- 2005: Granny Anal Queens 2
- 2007: Anal Fuck Auditions 2
- 2009: The Sex Files – A Dark XXX Parody
- 2010: The Flintstones: A XXX Parody
- 2011: Kick Ass Chicks 87: Kelly Wells
- 2013: This Isn't The Janitor... It's a XXX Spoof